# 萨尔索萨德里奥皮苏埃尔加
萨尔索萨德里奥皮苏埃尔加，是西班牙卡斯蒂利亚-莱昂布尔戈斯省的一个市镇。总面积11平方公里，总人口55人（2001年），人口密度5人/平方公里。